# 香港次文化
香港次文化是指香港主流文化之外，由特定群體或社群發展出的次文化。次文化反映了香港社會的多樣性和活力，並在歷史、經濟、社會變遷的影響下不斷演變。香港次文化涵蓋了街頭文化、博彩、無厘頭文化、MK文化、互聯網文化、巴士迷文化等多個領域，展現了香港人在不同生活層面中的創造力和適應力。不僅是香港本地特色的體現，也在全球文化中佔有一席之地，成為研究香港社會的重要視角。

## 博彩

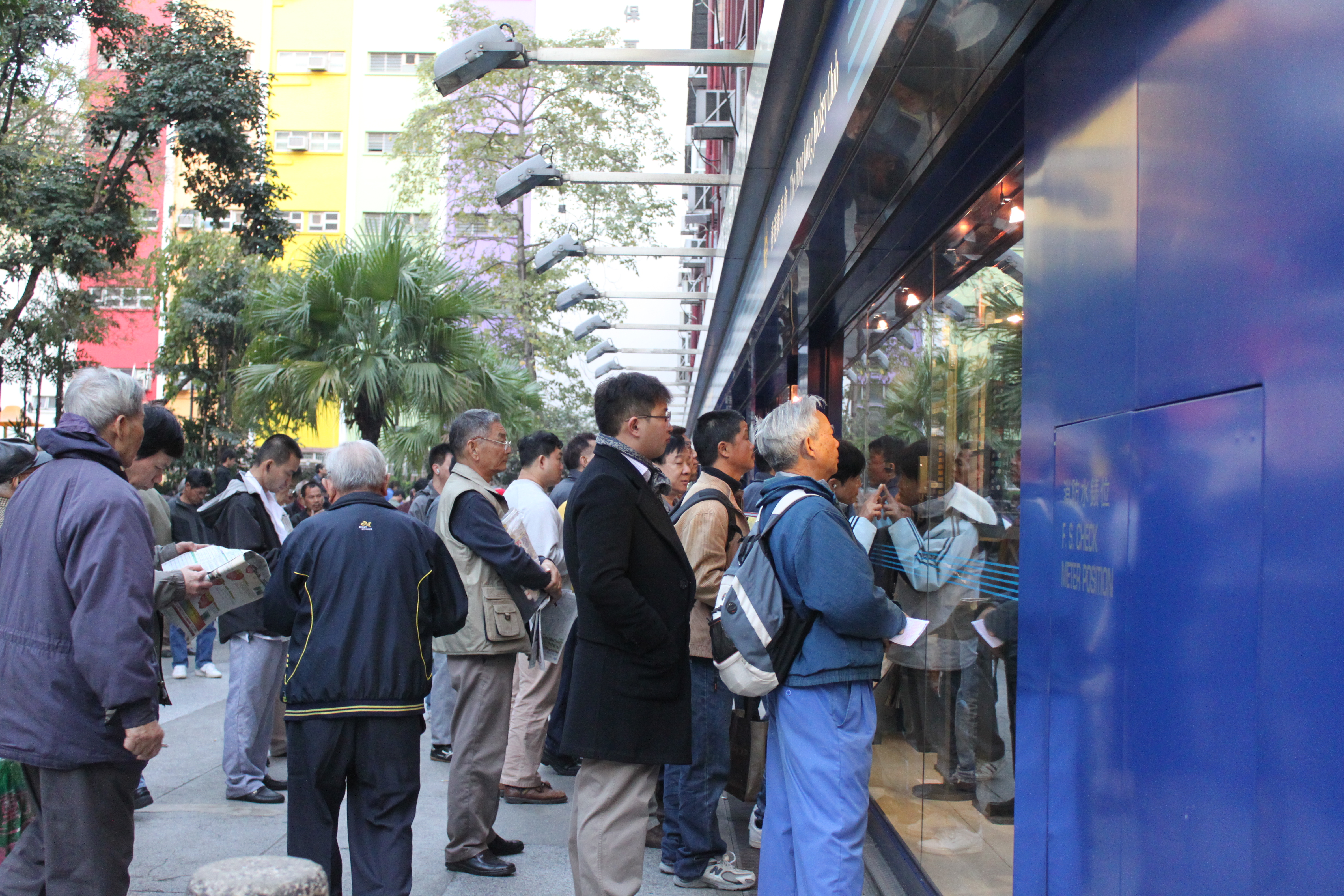
新蒲崗一間香港賽馬會場外投注站聚集了一批民眾。

香港的合法賭博只有由香港賽馬會經營的賽馬、六合彩以及由2003年起開始營辦的足球博彩（足智彩）。其中香港賽馬歷史悠久，自香港開埠後不久便開始，最初賽馬活動只在跑馬地馬場舉行，每年只在1至2月舉行一次賽馬比賽；18世紀未香港賽馬會成立並接受賭注，自此賽馬在香港成為了賭博活動。時至今日香港仍有賽馬活動，逢星期三舉行夜賽，多數於跑馬地馬場舉行，但有時會在沙田馬場舉行；每週的星期六或日其中一天會舉行日賽，多數於沙田馬場舉行。另外賽馬會為打擊地下字花賭博和足球賭博，及防止賭博資金流入黑社會，故此賽馬會亦提供六合彩及足智彩賭博活動。然而，由於香港法例第148章《賭博條例》第5條規定在香港禁止營辦賭場，故此在香港並沒有正式的賭場。

## 色情文化
詳見：香港性產業

## 無厘頭文化
無厘頭文化於1990年代興起，以香港藝人周星馳、軟硬天師及林敏驄為影響及帶動此次文化的佼佼者，直至亞洲金融風暴後才慢慢消退。無厘頭文化透過香港電影等影視作品的流行而發展，並且被華人社區所廣泛接受，1970年代以後出生的人亦廣泛地接受其喜劇藝術的表演形式，並且逐漸將其用詞等運用於日常生活中。

## MK文化
MK文化為香港地道用語，亦即旺角文化，是近年由潮流文化所帶出來的潮人潮物。由於旺角區是香港主要售賣潮流物品的集中地，亦有很多針對年青人的娛樂場所，包括卡拉OK、格仔舖和戲院，漸漸成為很多追求潮流的年青人結集和約會的勝地。而MK人則是專門指向經常於旺角地區出沒的部份年青人，但是並不一定指向居住於旺角區的年青人。有部份人帶貶抑性質地以MK人統稱他們，眨責他們貪慕虛榮或者只會盲目地追逐潮流，並且歸類他們為無所事事的不良少年，言行與品味低俗。

## 互聯網
互聯網為香港文化中的重要一環，香港人經常在討論區及聊天室發言。網民也經常寫網誌、瀏覽社交網站（尤以Facebook為主）、觀看YouTube、在Instagram與朋友分享日常生活等。早年，巴士阿叔事件和福佳等引起巨大迴響。

### 高登討論區與LIHKG討論區
高登文化為於2000年代興起的次文化，源於高登討論區（香港的一個網上討論區）。該討論區的用戶於惡搞方面尤其有名，也是不少香港網絡文化（例如硬膠文化及改圖等）和術語的始祖；在香港互聯網上有廣泛影響力。後期亦衍生出LIHKG討論區（俗稱連登討論區），利用更方便用戶的使用者介面，讓網民更易接觸到社會的各個階層，成為香港互聯網的一個重要討論平台。

## 遊行文化
香港人喜以遊行、示威和請願等方式向政府表達不滿，這些遊行示威往往在相當和平的氣氛下進行，絕少發生如縱火、亂砸物件等搗亂行為。通常來說，遊行會隨着遊行人士向政府部門遞交請願信而告終並和平散去。依據《公安條例》，遊行前需向警方申請不反對通知書。

## 投訴文化
香港被譏為「投訴之都」，不少人每遇上不如意或不合理事，小至茶餐廳的熱茶，大至政府施政，又例如青蛙叫聲大擾人清夢、海洋公園企鵝館太冷（但實際上企鵝需要在較冷溫度下生活）、木棉樹開花棉絮到處亂飛或掉落地上，甚至電視真人秀節目的評判長相不討好，凡不合心意便喜以投訴討回公道或抒發不滿情緒。在2002年，隨着電影名星劉德華的電視宣傳短片廣泛播出，短片中宣揚的信息「今時今日這樣的服務態度是不夠的！」深入民心，自此，「客人永遠是對的」或「我有權投訴」的心態便在不知不覺裏被推崇。一些行業容易接觸客戶，例如飲食業和零售業等，甚至為客人設立投訴熱線，香港警察更設有專門的部門投訴警察課處理針對警察的投訴。事實上香港的投訴渠道亦相當多，購買東西遇欺詐或貨品質量參差，可以找消費者委員會；遭遇歧視，可以找平等機會委員會；搭車的時候有服務態度欠佳的問題，可以找交通投訴組；政府行政失當，可以找申訴專員公署等等。
根據通訊事務管理局的數據顯示，由2010至2012年針對電視、電影、新聞和媒體等的投訴便高達5,000多宗。
對此，《明報》的分析認為，香港人投訴原因可歸納為四種：一是個人價值取向；二是表達對社會看法；三是公民權益監察政府；四是社會風氣以投訴獲利。有評論指出投訴雖可為自己爭取權益，促使他人改善，也讓其他人受惠；但過多只從自身考慮出發、不顧是非情理的亂投訴，不但傷害他人正當權益，更已走進一種走火入魔的態度。消費者委員會則呼籲市民要多包容。有線新聞曾報導過「投訴文化」已經席捲校園，功課量多、試卷評分準則，以至飯盒不合口味，都高踞家長投訴榜的前列；另有超過40%受訪教師稱過去半年曾被家長投訴。

## 相關參見
- 火星文